# Sân vận động Hazza bin Zayed
Sân vận động Hazza bin Zayed (tiếng Ả Rập: اِستاد هزاع بن زايد) là một sân vận động đa năng, tọa lạc tại Thành phố Al Ain, Tiểu vương quốc Abu Dhabi, Các Tiểu vương quốc Ả Rập Thống nhất. Đây là sân nhà của Al Ain FC thuộc UAE Pro-League. Sân vận động có sức chứa 22.717 khán giả và khánh thành vào năm 2014. Sân vận động được đặt theo tên chủ tịch câu lạc bộ, Sheikh Hazza bin Zayed bin Sultan Al Nahyan.
Sân vận động Hazza bin Zayed rộng 45.000 m² được chia thành bảy tầng, và là một trong những địa điểm thể thao hiện đại nhất ở Trung Đông. Đây là một trong những địa điểm thể thao tinh vi nhất trong khu vực.
Sân vận động được khởi công vào tháng 4 năm 2012 và được hoàn thành vào tháng 12 năm 2014. Theo kế hoạch, Al Ain sẽ đối đầu với Manchester City trong buổi lễ khánh thành sân vận động, nhưng Manchester City đã hòa 1–1 với Blackburn Rovers trong một trận đấu ở Cúp FA vào ngày 4 tháng 1 và dự kiến phải đá lại với Rovers vào ngày 15 tháng 1, do đó khiến nhà vô địch giải bóng đá Ngoại hạng Anh không thể tới UAE. Tuy nhiên, trận giao hữu được diễn ra sau khi mùa giải Ngoại hạng Anh kết thúc và Manchester City đánh bại Al Ain 3–0. Sân vận động cũng tổ chức các Giải vô địch bóng đá thế giới các câu lạc bộ 2017 và 2018, cũng như Cúp bóng đá châu Á 2019.

## Địa điểm và thiết kế

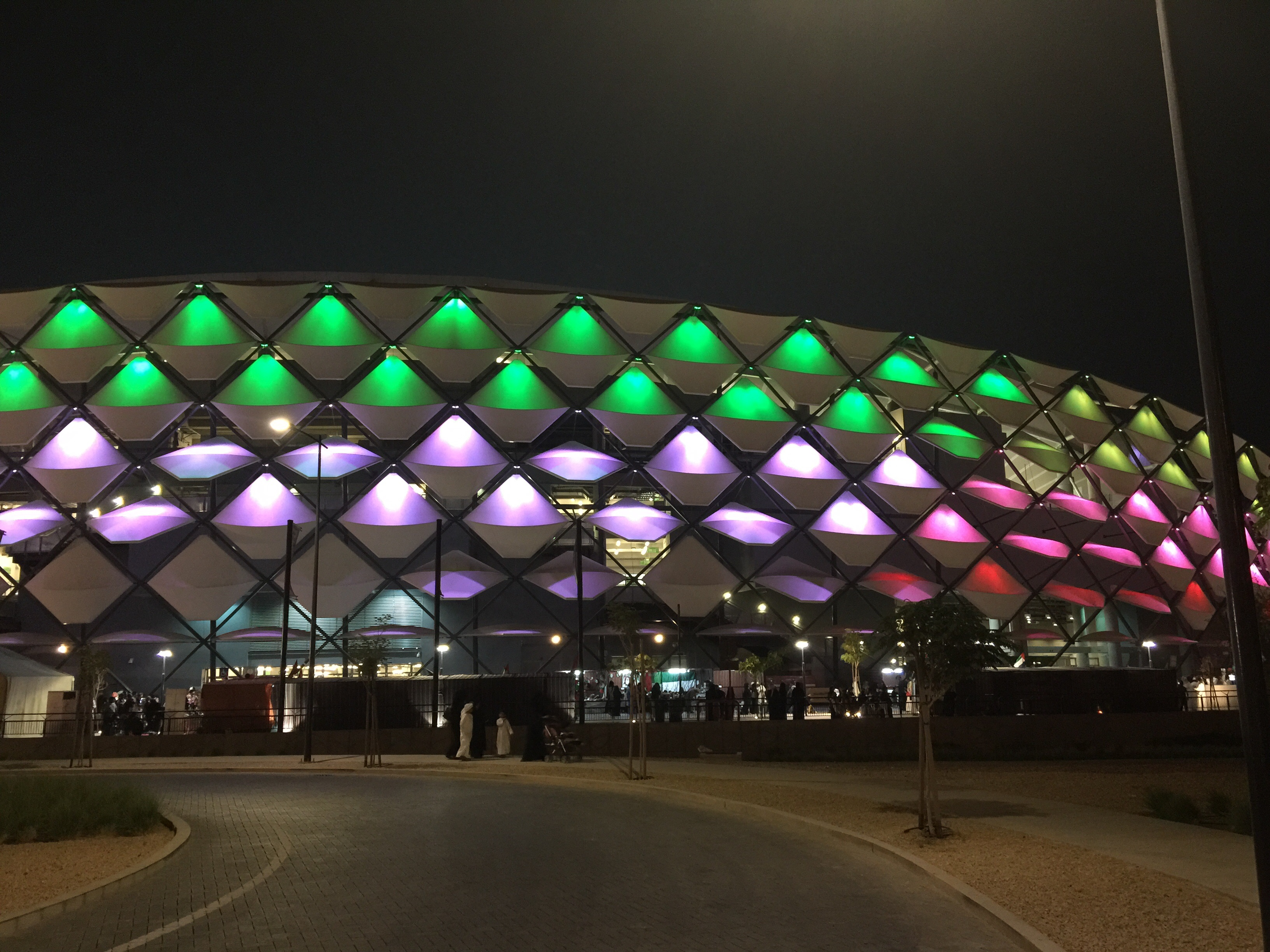
Ánh sáng ban đêm của mặt tiền sân vận động trong buổi lễ khánh thành sân vận động

Sân vận động có sức chứa 25.000 chỗ ngồi tọa lạc tại Al Ain, cách thủ đô Abu Dhabi khoảng 150 km (93 dặm) về phía đông, gần biên giới của Oman. Sân được thiết kế và xây dựng theo hợp đồng cho một sân vận động đa năng ở Các Tiểu vương quốc Ả Rập Thống nhất.
Khách hàng được đại diện bởi AAFAQ Holdings. Dự án được thực hiện với sự hợp tác chặt chẽ của các công ty chị em BAM Sports, chuyên về xây dựng sân vận động và BAM Contractors từ Ireland. Phạm vi công việc bao gồm việc xây dựng một sân vận động đa chức năng với tổng diện tích sàn là 45.000 mét vuông. Ngoài ra, BAM đã xây dựng một tòa nhà văn phòng sáu tầng, một nhà thi đấu thể thao và các công trình bên ngoài bao gồm đường sá, bãi đậu xe ô tô, sân chơi và cảnh quan. Các kiến trúc sư của sân vận động là Pattern Design có trụ sở tại Luân Đôn.
Một trong những yếu tố đặc trưng nhất của sân vận động là mặt tiền bên ngoài bao gồm các yếu tố vải giống như thân cây cọ cũng có thể được chiếu sáng bằng đèn LED ở 15 chế độ nội dung khác nhau. Trên đỉnh của sân vận động, 200 đèn pha được lắp cố định để cung cấp ánh sáng cho các trận đấu bóng đá khi trời tối. Do nhiệt độ khắc nghiệt trong những tháng hè nóng nực, mái che hình bát úp cũng tạo điều kiện dễ chịu cho cả cầu thủ và người hâm mộ. Đây là một trong những tính năng độc đáo của sân vận động, được thiết kế theo cách mà các trận đấu có thể diễn ra sau 5 giờ chiều. Ở bên trong, nó cho thấy hình dạng phức tạp của các giàn thép hình học đúc hẫng của nó bằng cách sử dụng công nghệ hàn và cắt bằng robot. Sân vận động là sân vận động đầu tiên trên thế giới có mái che dù độc đáo được thiết kế đặc biệt để che nắng hoàn toàn cho tất cả người hâm mộ.
Sân vận động Hazza Bin Zayed được bầu chọn là Sân vận động của năm 2014.

## Lịch sử và cơ sở vật chất
Sân vận động đã được hoàn thành sau dự án xây dựng đường đua cực nhanh kéo dài 16 tháng sau khi được khởi công vào ngày 1 tháng 6 năm 2012. Được xây dựng theo tiêu chuẩn FIFA, sân vận động có diện tích 45.000 m2 (480.000 foot vuông) với sức chứa 25.000 chỗ ngồi. Phạm vi của dự án bao gồm một nhà thi đấu thể thao, các tòa nhà thương mại và cảnh quan bên ngoài rộng lớn. Sân vận động là một phần không thể thiếu của một cộng đồng mới, rộng lớn hơn. Nó được lên kế hoạch trở thành trung tâm của khu phát triển 500.000 m2 (5.400.000 foot vuông) bao gồm một khách sạn 175 phòng, một cộng đồng 700 đơn vị dân cư trong một khu phức hợp gồm 700 căn hộ và không gian xanh, hai tòa nhà văn phòng, một trung tâm thể thao, khu bán lẻ cửa hàng và 50 nhà hàng. Khách sạn, Aloft Al Ain, được hoàn thành vào năm 2017.
Dự án là thành phần đầu tiên của sự phát triển rộng lớn hơn này sẽ có ảnh hưởng đầu tiên đối với thành phố Al Ain, nhưng cũng trên khu vực rộng lớn hơn, bao gồm các quốc gia láng giềng của Hội đồng Hợp tác Vùng Vịnh. Đó là một hợp đồng thiết kế và xây dựng. BAM đã đưa ra rất nhiều đề xuất kỹ thuật có giá trị phải được tích hợp vào thiết kế và do đó phải có giấy phép xây dựng mới trong vòng 18 tháng. BAM International bắt đầu dự án vào giữa năm 2012 và vẫn đúng tiến độ với tất cả các khâu của công trình, sử dụng 10,5 triệu giờ công. Lúc cao điểm, có 400 nhân viên nam cho đến cấp giám sát, và 4500 nhân viên tại chỗ.

## Giao thông
Có một số tuyến đường để đến Sân vận động Hazza Bin Zayed. Sân vận động cách Sân bay quốc tế Al Ain 15 phút đi xe.
Tuyến A: Từ Thành phố Abu Dhabi:
- Khi rời khỏi vùng ngoại ô Al Ain, đi qua khu vực Al Yahar và đi theo lối ra dẫn đến Al Salamat.
- Đi thẳng qua bùng binh Al Salamat và tiếp tục đi qua Al Bateen đến EXTRA Mall.
- Băng qua một số đường vòng cho đến khi bạn đến vòng xuyến Al Tawia Garden.
- Đi thẳng qua bùng binh Al Tawia Garden và Sân vận động sẽ ở bên trái của bạn.

Tuyến B: Từ Abu Dhabi:
- Đi qua Al Maqam và băng qua Vòng xoay Tawam đến (Vòng xoay Al Daiwan số 178).
- Đi thẳng qua bùng binh và lối vào sân vận động ở bên phải.

Tuyến C: Từ Dubai:
- Lái xe đến thành phố Al Ain qua Đường Dubai – Al Ain.
- Đi qua khu vực Al-Hayer và tiếp tục đi trên đường cao tốc cho đến khi bạn đến trang trại bò sữa Al Ain ở bên phải.
- Rẽ trái tại lối ra tiếp theo và tiếp tục đi thẳng và theo các biển báo đến Đại học UAE và Sân vận động Hazza Bin Zayed.
- Tại vòng xuyến, rẽ trái và băng qua và lối vào sân vận động sẽ ở bên phải.

Tuyến D: Từ Fujairah:
- Đi theo đường Sheikh Mohamed Bin Zayed (Đường Emirates) và vào Đường Dubai – Al Ain.
- Đi qua khu Al Hayer và tiếp tục đi trên đường cao tốc cho đến khi bạn đến trang trại bò sữa Al Ain ở bên phải.
- Rẽ trái tại lối ra tiếp theo và tiếp tục đi thẳng và theo các biển báo đến Đại học UAE và Sân vận động Hazza Bin Zayed.

## Cúp bóng đá châu Á 2019
Sân vận động Hazza bin Zayed đã tổ chức tám trận đấu của Cúp bóng đá châu Á 2019, bao gồm một trận đấu vòng 16 đội, trận tứ kết và trận bán kết.

| Ngày                | Thời gian | Đội #1     | Kết quả | Đội #2     | Vòng        | Khán giả |
| ------------------- | --------- | ---------- | ------- | ---------- | ----------- | -------- |
| 6 tháng 1 năm 2019  | 15:00     | Úc         | 0–1     | Jordan     | Bảng B      | 4.934    |
| 9 tháng 1 năm 2019  | 20:00     | Qatar      | 2–0     | Liban      | Bảng E      | 7.847    |
| 11 tháng 1 năm 2019 | 20:00     | Kyrgyzstan | 0–1     | Hàn Quốc   | Bảng C      | 4.893    |
| 13 tháng 1 năm 2019 | 20:00     | UAE        | 1–1     | Thái Lan   | Bảng A      | 17.809   |
| 16 tháng 1 năm 2019 | 20:00     | Việt Nam   | 2–0     | Yemen      | Bảng D      | 8.237    |
| 20 tháng 1 năm 2019 | 18:00     | Thái Lan   | 1–2     | Trung Quốc | Vòng 16 đội | 8.026    |
| 25 tháng 1 năm 2019 | 20:00     | UAE        | 1–0     | Úc         | Tứ kết      | 25.053   |
| 28 tháng 1 năm 2019 | 18:00     | Iran       | 0–3     | Nhật Bản   | Bán kết     | 23.262   |